# Dmitrij Cvetkov
Dmitrij Cvetkov (rusky Дмитрий Цветков) (10. září 1983) je ruský reprezentant v orientačním běhu, jež v současnosti žije v Sankt-Petěrburgu. Jeho největším úspěchem je jedna stříbrná medaile na Mistrovství světa v orientačním běhu v roce 2008. Jeho současným klubem je švédský OK Tisaren.